# Svenska mästerskapen i längdskidåkning 1960
Svenska mästerskapen i längdskidåkning 1960 arrangerades i Hudiksvall.

## Medaljörer, resultat

### Herrar
| Gren              | Guld                                                           | Guld                                                           | Guld    | Silver          | Silver       | Brons            | Brons        |
| 15 km             | Sixten Jernberg                                                | Lima IF                                                        | 52.20   | Lars Olsson     | Finnskoga IF | Rolf Rämgård     | Älvdalens IF |
| 30 km             | Sixten Jernberg                                                | Lima IF                                                        | 1.45.30 | Allan Andersson | Idre SK      | Rolf Rämgård     | Älvdalens IF |
| 50 km             | Sixten Jernberg                                                | Lima IF                                                        | 3.24.01 | Rolf Rämgård    | Älvdalens IF | Janne Stefansson | Sälens IF    |
| Stafett 3 x 10 km | Lima IF (John-Erik Eggens, Gunnar Samuelsson, Sixten Jernberg) | Lima IF (John-Erik Eggens, Gunnar Samuelsson, Sixten Jernberg) | 1.51.02 |                 |              |                  |              |
| Lagtävling 15 km  | Lima IF                                                        | Lima IF                                                        |         |                 |              |                  |              |
| Lagtävling 30 km  | Oxbergs IF                                                     | Oxbergs IF                                                     |         |                 |              |                  |              |
| Lagtävling 50 km  | Älvdalens IF                                                   | Älvdalens IF                                                   |         |                 |              |                  |              |

### Damer
| Gren             | Guld                                                          | Guld                                                          | Guld    | Silver             | Silver        | Brons          | Brons    |
| 5 km             | Sonja Edström-Ruthström                                       | Luleå SK                                                      | 21.17   | Inger Elofsson     | Dala-Jårna IK | Irma Johansson | Luleå SK |
| 10 km            | Sonja Edström-Ruthström                                       | Luleå SK                                                      | 43.31   | Anna-Lisa Bergsten | Selångers SK  | Irma Johansson | Luleå SK |
| Stafett 3 x 5 km | Luleå SK (Irma Johansson, Margaretha Pajala, Sonja Ruthström) | Luleå SK (Irma Johansson, Margaretha Pajala, Sonja Ruthström) | 1.09.23 |                    |               |                |          |
| Lagtävling 5 km  | Luleå SK                                                      | Luleå SK                                                      |         |                    |               |                |          |
| Lagtävling 10 km | Luleå SK                                                      | Luleå SK                                                      |         |                    |               |                |          |

### Webbkällor
- Svenska Skidförbundet